# خوند بركة
خوند بركة، هي واحدة من أشهر سيدات العصر المملوكي، كانت زوجة الأمير ألجاي اليوسفي، الذي تبوَّأ مكانة عالية في الدولة بعد زواجه منها، وهي أم السلطان الأشرف شعبان. توفيت في القاهرة، سنة 1373م.

## المرأة في العصر المملوكي
كان العصر المملوكي من أزهى عصور المرأة المسلمة؛ إذ تبوأت فيه مكانة عالية ولعبت دورًا مهمًا ومؤثرًا في حياة الأمراء والسلاطين – زوجة وأمًا – وفي الحياة العامة، وفي شؤون الحكم والسياسة والعمل العام. وبلغت من السلطان والنفوذ درجة عالية تؤكد احترام مكانة المرأة في الرؤية والواقع الإسلامي على مدار العصور، ومن هؤلاء النساء (خوند بركة).

## حياتها
كانت خوند بركة زوجة الأمير ألجاي اليوسفي، الذي تبوَّأ مكانة عالية في الدولة بعد زواجه منها، وهي أم السلطان الأشرف شعبان، الذي تولى الحكم في مصر سنة 764هـ - 1363م وعمره لم يتعد 10 سنوات، وظل متربعًا على كرسي الحكم 14 عامًا حتى مات عام 1377م. اشتهرت بأنها سيدة شديدة الكرم والإحسان.
ويقال: إنه كان يحب أمه (خوند بركة) حبًا جمًا، حتى إنه بنى لها مسجداً ومدرسة باسمها في القاهرة قرب قلعة الجبل أسماها (مدرسة أم السلطان) نظمت بها دروسًا للمذهب الشافعي والحنفي، ووضعت على بابها سبيلاً لسقي المارة وحوضًا لسقي الدواب، بالإضافة إلى كتاب لتحفيظ القرآن وتعليم القراءة والكتابة.
وكانت عنوانًا للكرم والإحسان، عندما ذهبت إلى الحج سنة 770هـ - 1369م ، أخذت معها مئة مملوك وبعير ملكي محملة بالبضائع لأهل مكة، وعرف ذلك العام بعام أم السلطان، وعندما توفيت دفنت في ضريح بالمدرسة مع ابنها السلطان شعبان بعد موته.

## معنى الأسم
خوند: لقب كان شائعًا في العصر المملوكي، ويفيد معنى الاحترام، ويخاطب به الذكور والإناث على السواء هو يعني (سيد أو سيدة).